# Druk Desi
Druk Desi (dzongkha: འབྲུག་སྡེ་སྲིད་; Wylie: brug sde-srid) era il titolo dato ai sovrani detentori del potere secolare in Bhutan durante il periodo del doppio sistema di governo tibetano, tra il XVII e il XIX secolo. Sotto questo sistema, l'autorità governativa era divisa tra potere secolare e potere religioso, entrambi unificati sotto l'autorità nominale dello Shabdrung. 
Il titolo si compone di due sostantivi: Druk, che significa "drago", si riferisce simbolicamente al Bhutan, il cui nome più antico è Drukyul, cioè "terra dei draghi"; Desi, che significa "reggente", era appunto la principale carica governativa secolare dell'epoca.

## Storia
In Bhutan, l'ufficio del Druk Desi fu istituito dallo Shabdrung Ngawang Namgyal nel XVII secolo con l'introduzione del doppio sistema di governo. Dopo essere fuggito dalla persecuzione settaria in Tibet, Ngawang Namgyal promosse la diffusione della setta Drukpa nel suo tentativo di unificare il Bhutan. i poteri governativi furono quindi divisi tra il ramo religioso, guidato dal Je Khenpo della setta Drukpa, e il ramo amministrativo laico, guidato appunto dal Druk Desi. Sia il Je Khenpo che il Druk Desi erano posti sotto l'autorità nominale dello Shabdrung.
Il Druk Desi era o un monaco o un membro del laicato, anche se nel XIX secolo la carica fu ricoperta quasi esclusivamente da laici; il mandato aveva durata triennale e veniva conferito dopo l'elezione da parte di un consiglio monastico, successivamente sostituito in tale compito dal Consiglio di Stato (Lhengye Tshokdu). Il Consiglio di Stato era un organo amministrativo centrale che comprendeva sovrani regionali, i dignitari dello Shabdrung e il Druk Desi stesso. Col tempo, il Druk Desi passò sotto il controllo politico degli amministratori regionali, mentre lo Shabdrung divenne una sorta di Capo di Stato e la massima autorità in materia religiosa e civile.
La sede del governo centrale dalla primavera all'autunno era Thimphu, il sito di un dzong del XIII secolo. D'inverno la capitale veniva invece spostata a Punakha. Il regno fu diviso in tre regioni (est, centro e ovest), ognuna con un penlop ("governatore") designato e con sede in un importante dzong. I distretti erano guidati dagli dzongpen ("ufficiali distrettuali"), che avevano il loro quartier generale in dzong minori. I penlop svolgevano contemporaneamente più funzioni: esattori delle tasse, giudici, comandanti militari e agenti di approvvigionamento per il governo centrale. Le loro maggiori entrate provenivano dal commercio tra con le confinanti regioni indiane e tibetane e dalle tasse.
Si ritiene che la morte di Ngawang Namgyal nel 1651 sia stata nascosta per circa cinquant'anni, affinché le autorità avessero il tempo di cercare la sua reincarnazione in un successore. Inizialmente il sistema sopravvisse alla morte del suo fondatore, ma col tempo il Druk Desi acquistò gradualmente potere politico e ne conseguirono guerre civili. Una volta trovata una reincarnazione, il Druk Desi non era disposto a separarsi dal suo potere acquisito, e il potere dello Shabdrung diminuì gradualmente. Allo stesso modo, anche il Druk Desi perse il controllo su governatori e amministratori locali. Il paese si divise quindi in diverse regioni semi-autonome sotto il controllo dei penlop.
La Costituzione del Bhutan, adottata nel 2008, mantiene attivo ancora oggi il doppio sistema di governo. Tuttavia, il titolo "Druk Desi" non viene menzionato e tutti i poteri amministrativi sono assegnati direttamente al Druk Gyalpo e agli uffici civili. Resta invece il ruolo del Je Khenpo, che però è nominato direttamente dal re su consiglio dei Cinque Lopon ("dotti maestri"). Non vi è infine più traccia della carica di Shabdrung, sostituito appunto dalla Costituzione nel ruolo di legge suprema e guida del paese.